# Balinès
El balinès o balinés és una llengua parlada a Bali i illes properes per prop de quatre milions de persones, la majoria plurilingües. És un idioma del grup malai-polinesi de les llengües austronèsies proper al kawi i al sasak. Té un sistema fonològic simple, amb sis vocals i divuit consonants i registres pragmàtics ben diferenciats segons la relació dels parlants. S'escriu amb un sistema d'escriptura propi, l'abugida balinès, tot i que també s'usa l'alfabet llatí modificat.

Mapa de distribución de la difusión de la lengua balinesa en Indonesia
El balinés es una lengua nativa y en su mayoría se transmite de padres a hijos